# 세이코마트
세이코마트(일본어: セイコーマート, 영어: Seicomart)는 일본의 편의점 체인이다. 홋카이도 삿포로시에 본사가 있으며, 일본에 현존하는 가장 오래된 편의점 체인이다. 원래 일본에 현존하는 가장 오래된 편의점 체인은 코코스토어였지만, 훼밀리마트에 인수되어 소멸했기 때문에, 세이코마트가 일본에 현존하는 가장 오래된 편의점 체인이 되었다. 홋카이도에만 약 1100개 점포를 소유하고 있어 로손, 세븐일레븐, 훼미리마트와 같은 대기업을 누르고 1위이며, 이바라키현과 사이타마현에도 96개 점포가 있다(2023년 11월말 기준).